# دون، اسکاتلند
دون (به انگلیسی: Doune) یک شهرک در استیرلینگ است که در اسکاتلند واقع شده‌است. دون ۱٬۶۳۵ نفر جمعیت دارد.